# 硖石镇
硖石镇，是中华人民共和国陕西省宝鸡市金台区下辖的一个乡镇级行政单位。

## 行政区划
硖石镇下辖以下地区：
红硖村、林家村、五七村、陵西村、三星村、六川店村、董家村、姜王村、司家窑村、上排村、刘家底村、高家湾村、李家河村、张家堎村、交口村、蟠龙寺村、杨家槽村、荔家山村、七家沟村、何家坡村、吴岳庙村、张家崖村、车辙村、暴家河村、贺家渠村和大柳树村。
截止2020年辖16个村:
红硖村、林家村、五七村、三星村、六川店村、董家村、司家窑村、高家湾村、李家河村、交口村、杨家槽村、荔家山村、七家沟村、张家崖村、车辙村、大柳树村